# Muntanya del Precipici
Muntanya del Precipici o Muntanya Kedumim (en hebreu: הר הקפיצה) també coneguda com a Muntanya de la precipitació o Muntanya del Salt del Senyor, està situat en la Baixa Galilea, prop de les ciutats de Natzaret Illit i Natzaret, a Israel.
Els cristians creuen que va ser el lloc del rebuig de Jesús que es descriu en Lluc 4.29-30: el poble de Natzaret, no va acceptar Jesús com el Messies i va tractar d'empènyer-ho muntanya avall, però "ell va passar pel mig d'ells i se'n va anar".
Les excavacions arqueològiques en la cova Qafzehen de la muntanya van localitzar restes humanes, l'antiguitat estimada de les quals és de 90000 anys d'antiguitat. La ceràmica trobada en el jaciment i altres troballes indiquen que el lloc va ser utilitzat com a residència, així com per a enterraments.